# Mariticídio
Mariticídio (do latim maritus "marido" + -cide, de caedere "cortar, matar") significa literalmente matar o próprio marido. Pode referir-se ao ato em si ou à pessoa que o realiza. Também pode ser usado no contexto do assassinato do próprio namorado. Na terminologia atual da lei comum, é usado como um termo neutro em termos de gênero para matar o próprio cônjuge ou outro parceiro de ambos os sexos. O assassinato de uma esposa é chamado de uxoricídio.

## Prevalência
De acordo com os Centros de Controle e Prevenção de Doenças, o mariticídio representou 30% do total de assassinatos de cônjuges nos Estados Unidos, dados que não incluem assassinatos por procuração conduzidos em nome da esposa.  Dados do FBI de meados da década de 1970 a meados da década de 1980 descobriram que, para cada 100 maridos que mataram suas esposas nos Estados Unidos, cerca de 75 mulheres mataram seus maridos, indicando uma proporção de 3:4 de maricídio para uxoricídio. 

### Na mitologia
Na mitologia grega
- Clitemnestra mata seu marido Agamenon como um ato de vingança pelo sacrifício de sua filha Ifigênia e para manter o poder após seu retorno de Tróia. Na Oresteia de Ésquilo, as Erínias consideram o matricídio de Orestes um crime maior do que o maritídio de Clitemnestra, uma vez que o assassinato de um cônjuge não derrama sangue familiar, mas a visão oposta é defendida pela Atena de Ésquilo.
- As Danaïdes eram 50 irmãs que foram forçadas a se casar. Todas, exceto uma, assassinaram seus maridos na noite de núpcias.